# Kosmos 1295
Kosmos 1295, sovjetski vojni navigacijski i komunikacijski satelit iz programa Kosmos. Vrste je Parus.
Lansiran je 12. kolovoza 1981. godine u 05:46 s kozmodroma Pljesecka, s mjesta 132/2. Lansiran je u nisku orbitu oko planeta Zemlje raketom nosačem Kosmos-3M 11K65M. Orbita mu je 946 km u perigeju i 1011 km u apogeju. Orbitne inklinacije je 82,92°. Spacetrackov kataloški broj je 12681. COSPARova oznaka je 1981-077-A. Zemlju obilazi u 104,65 minuta. 
Iz misije je ostao još jedan dio koji je ostao kružiti u niskoj orbiti.

## Vanjske poveznice
- N2YO.com Search Satellite Database (engl.)
- Celes Trak SATCAT Format Documentation (engl.)
- Kunstman  Arhivirana inačica izvorne stranice od 12. kolovoza 2019. (Wayback Machine) Satellites in Orbit (engl.)